# سهب التتار (رواية)
سهب التتار، (بالإيطالية Il deserto dei Tartari وتعني صحراء التتار) هي رواية للمؤلف الإيطالي دينو بوزاتي نشرت في عام 1940. الرواية تتمحور حول ضابط شاب يُدعى جيوفاني دروجو وحياته التي طالما تمحورت حول قلعة باستشياني، قلعة باستشياني هي قلعة قديمة وغير معتنى بها على الحدود، الترجمة الإنجليزية تمت عن طريق ستيورات سي هوود.

## الإرث
كان للرواية تأثير كبير على الكاتب جنوب الأفريقي جي ام كوتزي 1980 في روايته «في انتظار البربريون» والتي استعارت الاسم من قصيدة كونستاتين بي كافافي والتي تحمل نفس الاسم.
تعتبر هذي الرواية الرواية المفضلة لدى كاتب رواية الأوزة السوداء للكاتب نسيم نقولا طالب. طالب استخدم البطل لقصة سهب التتار لوصف طبيعتنا الإنسانية في حب الإستقرار.
يعتبر هذا الكتاب أيضاً ذو أهمية في ترويج التوجه الأدبي والمعروف بالواقعية السحرية.

## روابط خارجية
- سهب التتار على موقع الموسوعة البريطانية (الإنجليزية)